# Pohár České pošty 2011/2012
Pohár České pošty 2011/12 byl celkově 19. ročníkem Českého poháru, dříve hraného pod názvem Pohár Českomoravského fotbalového svazu. Původní název poháru na začátku sezóny (a ve dvou předchozích ročnících) byl Ondrášovka Cup, ale po změně sponzora došlo k jeho přejmenování. Soutěže se účastní profesionální i amatérské fotbalové kluby z České republiky z různých pater systému fotbalových soutěží v Česku.
Ondrášovka Cup začal 24. července 2011, kdy bylo na programu Předkolo. Do něho zasáhlo celkem 28 týmů hrajících v různých patrech systému soutěží. Po čtyřech místech v předkole si vybojovaly zástupci Fotbalové I. A třídy a Krajských přeborů. Zbylých 20 míst obsadili zástupci Divizí. Úspěšnými v předkole nakonec byly pouze Divizní celky.
Počínaje osmifinále (4. kolo) až po semifinále se hrála jednotlivá kola dvouzápasově. Mezi 16 účastníků osmifinále se dostalo dvanáct týmů z Gambrinus ligy, tři týmy z II. ligy a největším překvapením byla účast divizního SK Převýšov, který ve 3. kole senzačně vyřadil jasným poměrem 3-0 tým SK Slavia Praha. Do čtvrtfinále se probojovaly už jen týmy z nejvyšší soutěže.
Ročník zakončilo finále, které se hrálo 2. května 2012 na neutrální půdě v Plzni, kde ho hostila nově zrekonstruovaná Doosan Arena. Ve finále nastoupila AC Sparta Praha, která v semifinále přešla přes FK Baumit Jablonec a druhý ročník v řadě se sem probojovala SK Sigma Olomouc. Ta v semifinále hladce přešla přes FK Teplice. Utkání rozhodl ve 47. minutě Michal Vepřek a gólem na konečných 1-0 zajistil pro tým SK Sigma Olomouc historicky první vítězství v Poháru České fotbalové asociace i první velkou trofej. Vítěz SK Sigma Olomouc v červenci zvítězil také v zápase o Český Superpohár 2012 nad mistrem Gambrinus ligy 2011/12, kterým byl FC Slovan Liberec.

## Průběh soutěže —Jednozápasová kola
Mezi jednozápasová kola se počítala kola hraná pouze na jeden zápas. Jsou to - Předkolo, 1. kolo, 2. kolo a 3. kolo. Zápasy se hrály na hřišti papírově slabšího týmu, popřípadě týmu z nižší soutěže. Pokud zápas skončil remízou, následovaly okamžitě pokutové kopy.

### Předkolo
Zápasy předkola byly odehrány 24. července 2011 v 17.00.
| ČU | Domácí                    | Výsledek | Hosté                     |
| -- | ------------------------- | -------- | ------------------------- |
| 1  | VTJ Rapid Liberec         | 1–3      | FK Jiskra Mšeno           |
| 2  | TJ Jiskra Jaroměř         | 1–3      | FK Dvůr Králové nad Labem |
| 3  | FC Mariner Bavorovice     | 1–4      | FK Tábor                  |
| 4  | TJ Jiskra Ústí nad Orlicí | 0–1      | 1. FK Nová Paka           |
| 5  | FK Nejdek                 | 3–6      | FK Slavoj Žatec           |
| 6  | FC Čechie Uhříněves       | 1–2      | SK Zápy                   |
| 7  | TJ SK Hřebeč              | 2–6      | FK Admira Praha           |
| 8  | FC Spartak Chrást         | 0–5      | TJ Slavoj Koloveč         |
| 9  | FK Lovochemie Lovosice    | 0–3      | FK SIAD Souš              |
| 10 | SK Převýšov               | 2–1      | FK Trutnov                |
| 11 | SK Union Čelákovice       | 2–1      | FK Pěnčín-Turnov          |
| 12 | TJ Štěchovice             | 1–2      | FK Slavoj Vyšehrad        |
| 13 | SK Benešov                | 5–2      | TJ Polepy                 |
| 14 | Slavoj TKZ Polná          | 4–0      | FC Velké Meziříčí         |

### 1. kolo
Z předkola postoupilo celkem 14 týmů, které následně doplnilo 82 týmů přímo nasazených do prvního kola. Prvního kola se neúčastnily týmy 1. Gambrinus ligy (ty byly nasazeny přímo do 2. kola). Nejvyšším rozdílem v 1. kole porazila HFK Olomouc 8-1 Viktorii Otrokovice na jejím hřišti.
Zápasy 1. kola byly na programu 30. července 2011 od 17.00.
| ČU | Domácí                       | Výsledek         | Hosté                        |
| -- | ---------------------------- | ---------------- | ---------------------------- |
| 15 | FK Jiskra Mšeno              | 0–2              | SK Hlavice                   |
| 16 | FK Dvůr Králové nad Labem    | 2–3              | FK OEZ Letohrad              |
| 17 | FK Tábor                     | 0–2              | FC Písek                     |
| 18 | 1. FK Nová Paka              | 3–2              | FC Velim                     |
| 19 | FK Slavoj Žatec              | 1–2              | 1. FC Karlovy Vary           |
| 20 | SK Zápy                      | 1–3              | TJ Sokol Ovčáry              |
| 21 | FK Admira Praha              | 0–0 (4–2 pen.)   | SK Kladno                    |
| 22 | TJ Slavoj Koloveč            | 2–3              | TJ Jiskra Domažlice          |
| 23 | FK SIAD Souš                 | 0–5              | FK Baník Sokolov             |
| 24 | SK Převýšov                  | 2–0              | FK Arsenal Česká Lípa        |
| 25 | SK Union Čelákovice          | 0–7              | FK Kunice                    |
| 26 | FK Slavoj Vyšehrad           | 2–1              | FK Hořovicko                 |
| 27 | SK Benešov                   | 1–4              | FK Spartak MAS Sezimovo Ústí |
| 28 | FC Hlinsko                   | 1–5              | FK Pardubice                 |
| 29 | FK Náchod                    | 0–4              | MFK Chrudim                  |
| 30 | SK Sokol Brozany             | 2–1              | FK Baník Most                |
| 31 | SK Vilémov                   | 0–6              | FK Ústí nad Labem            |
| 32 | FC Český Dub                 | 0–4              | SK Slovan Varnsdorf          |
| 33 | RMSK Nový Bydžov             | 2–2 (3–1 pen.)   | FC Zenit Čáslav              |
| 34 | SK Strakonice 1908           | 0–5              | FC Graffin Vlašim            |
| 35 | SK Roudnice nad Labem        | 1–0              | FK Bohemians Praha           |
| 36 | FC Přední Kopanina           | 1–2              | FK Králův Dvůr               |
| 37 | FK Meteor Praha              | 2–1              | FC Chomutov                  |
| 38 | FK Litol                     | 0–5              | FK Loko Vltavín              |
| 39 | FK Kolín                     | 2–1              | SK MARILA Votice             |
| 40 | Slavoj TKZ Polná             | 3–0              | FK Pelhřimov                 |
| 41 | TJ Heřmanice                 | 1–1 (5–4 pen.)   | FK Real Lískovec             |
| 42 | FK Nový Jičín                | 2–5              | Fotbal Frýdek-Místek         |
| 43 | SK Náměšť na Hané            | 0–2              | FK SAN-JV Šumperk            |
| 44 | MFK Havířov                  | 1–2              | MFK Karviná                  |
| 45 | FC ELSEREMO Brumov           | 1–1 (3–1 pen.)   | FC Tescoma Zlín              |
| 46 | FC Sparta Brno               | 1–2              | FC Zbrojovka Brno            |
| 47 | SK ROSTEX Vyškov             | 1–1 (13–12 pen.) | SK Sulko Zábřeh              |
| 48 | TJ Sokol Tasovice            | 3–1              | SK Líšeň                     |
| 49 | FC ŽĎAS Žďár nad Sázavou     | 2–3              | 1. SC Znojmo                 |
| 50 | HFK Třebíč                   | 1–3              | FC Slovan Rosice             |
| 51 | FK Mikulovice                | 2–0              | FC Hlučín                    |
| 52 | FC MSA Dolní Benešov         | 1–0              | FK Slavia Orlová-Lutyně      |
| 53 | FK Mohelnice                 | 0–2              | SK Uničov                    |
| 54 | TJ Petrovice                 | 0–1              | SFC Opava                    |
| 55 | SFK Vrchovina                | 0–5              | FC Vysočina Jihlava          |
| 56 | FC Dosta Bystrc-Kníničky     | 2–1              | MSK Břeclav                  |
| 57 | FC Viktoria Otrokovice       | 1–8              | 1. HFK Olomouc               |
| 58 | RSM Hodonín                  | 0–3              | SK Hanácká Slavia Kroměříž   |
| 59 | FC TVD Slavičín              | 1–4              | FK Fotbal Třinec             |
| 60 | FC Slovácká Sparta Spytihněv | 2–1              | TJ Valašské Meziříčí         |
| 61 | 1. FC Přerov                 | 1–3              | SK Spartak Hulín             |
| 62 | FC Celtic Bořetice           | 2–2 (4–3 pen.)   | TJ Tatran Bohunice           |

### 2. kolo
Z prvního kola postoupilo celkem 48 týmů. Počet byl doplněn 16 týmy, které se účastnily 1. Gambrinus ligy 2011/12, na 64. Tento počet zaručoval, že pohárovým systémem bez dalšího zásahu došla soutěž ke svému vítězi. Jediným prvoligovým celkem, který neuspěl ve 2. kole, byla 1. FK Příbram. Ta nestačila na FK Sezimovo Ústí a podlehla mu na jeho hřišti 1-3. Tímto kolem soutěž přišla o poslední dva zástupce regionálních soutěží (I.A třídy) — Bořetice a Heřmanice.
Zápasy 2. kola byly na programu 10. srpna 2011 od 17.00.
| ČU | Domácí                       | Výsledek       | Hosté                      |
| -- | ---------------------------- | -------------- | -------------------------- |
| 63 | 1. FC Karlovy Vary           | 1–4            | FC Viktoria Plzeň          |
| 64 | FK Admira Praha              | 1–3            | FK Baník Sokolov           |
| 65 | Slavoj TKZ Polná             | 0–4            | FC Zbrojovka Brno          |
| 66 | MFK Chrudim                  | 0–3            | FK Mladá Boleslav          |
| 67 | FC Dosta Bystrc-Kníničky     | 1–1 (0–2 pen.) | 1. SC Znojmo               |
| 68 | 1. FK Nová Paka              | 0–7            | Bohemians 1905             |
| 69 | TJ Jiskra Domažlice          | 1–7            | AC Sparta Praha            |
| 70 | FK Pardubice                 | 1–0            | FK OEZ Letohrad            |
| 71 | FK Kolín                     | 2–2 (6–7 pen.) | FK Králův Dvůr             |
| 72 | FC Graffin Vlašim            | 0–3            | SK Dynamo České Budějovice |
| 73 | TJ Sokol Ovčáry              | 4–1            | SK Hlavice                 |
| 74 | FC Písek                     | 2–3            | FK Viktoria Žižkov         |
| 75 | RMSK Nový Bydžov             | 1–4            | FK Kunice                  |
| 76 | SK Roudnice nad Labem        | 0–8            | FK Baumit Jablonec         |
| 77 | TJ Sokol Tasovice            | 7–3            | FC Slovan Rosice           |
| 78 | SK Sokol Brozany             | 0–1            | FK Dukla Praha             |
| 79 | FC Celtic Bořetice           | 1–4            | SK Hanácká Slavia Kroměříž |
| 80 | FK Spartak MAS Sezimovo Ústí | 3–1            | 1. FK Příbram              |
| 81 | FC Slovácká Sparta Spytihněv | 2–3            | SK Sigma Olomouc           |
| 82 | SK Spartak Hulín             | 0–3            | FC Vysočina Jihlava        |
| 83 | TJ Heřmanice                 | 0–2            | 1. FC Slovácko             |
| 84 | FC ELSEREMO Brumov           | 1–2            | Fotbal Frýdek-Místek       |
| 85 | FK SAN-JV Šumperk            | 3–0            | SK ROSTEX Vyškov           |
| 86 | SK Uničov                    | 0–3            | FC Baník Ostrava           |
| 87 | FK Mikulovice                | 4–0            | FC MSA Dolní Benešov       |
| 88 | FK Ústí nad Labem            | 0–2            | FK Teplice                 |
| 89 | 1. HFK Olomouc               | 2–2 (2–4 pen.) | MFK Karviná                |
| 90 | SFC Opava                    | 2–2 (3–2 pen.) | FK Fotbal Třinec           |
| 91 | SK Slovan Varnsdorf          | 0–4            | FC Slovan Liberec          |
| 92 | FK Loko Vltavín              | 1–2            | FC Hradec Králové          |
| 93 | FK Slavoj Vyšehrad           | 1–3            | SK Převýšov                |
| 94 | FK Meteor Praha              | 1–6            | SK Slavia Praha            |

### 3. kolo
Zápasy 3. kola byly na programu 31. srpna 2011 od 17.00.
| ČU  | Domácí                     | Výsledek | Hosté                        |
| --- | -------------------------- | -------- | ---------------------------- |
| 95  | FK Baník Sokolov           | 1–3      | FC Viktoria Plzeň            |
| 96  | FC Zbrojovka Brno          | 1–3      | FK Mladá Boleslav            |
| 97  | 1. SC Znojmo               | 2–1      | Bohemians 1905               |
| 98  | FK Pardubice               | 1–3      | AC Sparta Praha              |
| 99  | FK Králův Dvůr             | 0–2      | SK Dynamo České Budějovice   |
| 100 | Sokol Ovčáry               | 0–2      | FK Viktoria Žižkov           |
| 101 | FK Kunice                  | 4–6      | FK Baumit Jablonec           |
| 102 | Tasovice                   | 0–4      | FK Dukla Praha               |
| 103 | SK Hanácká Slavia Kroměříž | 1–3      | FK Spartak MAS Sezimovo Ústí |
| 104 | FC Vysočina Jihlava        | 1–2      | SK Sigma Olomouc             |
| 105 | Fotbal Frýdek-Místek       | 0–2      | 1. FC Slovácko               |
| 106 | Šumperk                    | 0–2      | FC Baník Ostrava             |
| 107 | Mikulovice                 | 0–4      | FK Teplice                   |
| 108 | MFK Karviná                | 4–1      | SFC Opava                    |
| 109 | FC Slovan Liberec          | 3–1      | FC Hradec Králové            |
| 110 | SK Převýšov                | 3–0      | SK Slavia Praha              |

## Dvojzápasová kola

### Pavouk
|  | Osmifinále              | Osmifinále         | Osmifinále | Osmifinále |   |                   | Čtvrtfinále | Čtvrtfinále | Čtvrtfinále | Čtvrtfinále |  |                  | Semifinále | Semifinále | Semifinále | Semifinále |                 |   | Finále | Finále |
|  |                         |                    |            |            |   |                   |             |             |             |             |  |                  |            |            |            |            |                 |   |        |        |
|  | FC Viktoria Plzeň       | 1                  | 0          | 1          |   |                   |             |             |             |             |  |                  |            |            |            |            |                 |   |        |        |
|  | FK Mladá Boleslav       | 1                  | 2          | 3          |   |                   |             |             |             |             |  |                  |            |            |            |            |                 |   |        |        |
|  | FK Mladá Boleslav       | 1                  | 2          | 3          |   | FK Mladá Boleslav | 1           | 0           | 1           |             |  |                  |            |            |            |            |                 |   |        |        |
|  |                         |                    |            |            |   | FK Mladá Boleslav | 1           | 0           | 1           |             |  |                  |            |            |            |            |                 |   |        |        |
|  |                         | AC Sparta Praha    | 1          | 1          | 2 |                   |             |             |             |             |  |                  |            |            |            |            |                 |   |        |        |
|  | 1. SC Znojmo            | AC Sparta Praha    | 1          | 1          | 2 | 1                 | 0           | 1           |             |             |  |                  |            |            |            |            |                 |   |        |        |
|  | 1. SC Znojmo            |                    |            |            |   | 1                 | 0           | 1           |             |             |  |                  |            |            |            |            |                 |   |        |        |
|  | AC Sparta Praha         | 4                  | 3          | 7          |   |                   |             |             |             |             |  |                  |            |            |            |            |                 |   |        |        |
|  | AC Sparta Praha         | 4                  | 3          | 7          |   |                   |             |             |             |             |  | AC Sparta Praha  | 1          | 3          | 4          |            |                 |   |        |        |
|  |                         |                    |            |            |   |                   |             |             |             |             |  | AC Sparta Praha  | 1          | 3          | 4          |            |                 |   |        |        |
|  |                         | FK Baumit Jablonec | 0          | 2          | 2 |                   |             |             |             |             |  |                  |            |            |            |            |                 |   |        |        |
|  | České Budějovice        | FK Baumit Jablonec | 0          | 2          | 2 | 1                 | 1           | 2           |             |             |  |                  |            |            |            |            |                 |   |        |        |
|  | České Budějovice        |                    |            |            |   | 1                 | 1           | 2           |             |             |  |                  |            |            |            |            |                 |   |        |        |
|  | FK Viktoria Žižkov      | 0                  | 1          | 1          |   |                   |             |             |             |             |  |                  |            |            |            |            |                 |   |        |        |
|  | FK Viktoria Žižkov      | 0                  | 1          | 1          |   | České Budějovice  | 0           | 0           | 0           |             |  |                  |            |            |            |            |                 |   |        |        |
|  |                         |                    |            |            |   | České Budějovice  | 0           | 0           | 0           |             |  |                  |            |            |            |            |                 |   |        |        |
|  |                         | FK Baumit Jablonec | 0          | 5          | 5 |                   |             |             |             |             |  |                  |            |            |            |            |                 |   |        |        |
|  | FK Baumit Jablonec (v.) | FK Baumit Jablonec | 0          | 5          | 5 | 1                 | 2           | 3           |             |             |  |                  |            |            |            |            |                 |   |        |        |
|  | FK Baumit Jablonec (v.) |                    |            |            |   | 1                 | 2           | 3           |             |             |  |                  |            |            |            |            |                 |   |        |        |
|  | FK Dukla Praha          | 0                  | 3          | 3          |   |                   |             |             |             |             |  |                  |            |            |            |            |                 |   |        |        |
|  | FK Dukla Praha          | 0                  | 3          | 3          |   |                   |             |             |             |             |  |                  |            |            |            |            | AC Sparta Praha | 0 |        |        |
|  |                         |                    |            |            |   |                   |             |             |             |             |  |                  |            |            |            |            |                 | 0 |        |        |
|  |                         | SK Sigma Olomouc   | 1          |            |   |                   |             |             |             |             |  |                  |            |            |            |            |                 |   |        |        |
|  | FK Sezimovo Ústí        | SK Sigma Olomouc   | 1          | 1          | 0 | 1                 |             |             |             |             |  |                  |            |            |            |            |                 |   |        |        |
|  | FK Sezimovo Ústí        |                    |            | 1          | 0 | 1                 |             |             |             |             |  |                  |            |            |            |            |                 |   |        |        |
|  | SK Sigma Olomouc        | 4                  | 1          | 5          |   |                   |             |             |             |             |  |                  |            |            |            |            |                 |   |        |        |
|  | SK Sigma Olomouc        | 4                  | 1          | 5          |   | SK Sigma Olomouc  | 2           | 2           | 4           |             |  |                  |            |            |            |            |                 |   |        |        |
|  |                         |                    |            |            |   | SK Sigma Olomouc  | 2           | 2           | 4           |             |  |                  |            |            |            |            |                 |   |        |        |
|  |                         | FC Baník Ostrava   | 1          | 1          | 2 |                   |             |             |             |             |  |                  |            |            |            |            |                 |   |        |        |
|  | 1. FC Slovácko          | FC Baník Ostrava   | 1          | 1          | 2 | 1                 | 0           | 1           |             |             |  |                  |            |            |            |            |                 |   |        |        |
|  | 1. FC Slovácko          |                    |            |            |   | 1                 | 0           | 1           |             |             |  |                  |            |            |            |            |                 |   |        |        |
|  | FC Baník Ostrava (v.)   | 1                  | 0          | 1          |   |                   |             |             |             |             |  |                  |            |            |            |            |                 |   |        |        |
|  | FC Baník Ostrava (v.)   | 1                  | 0          | 1          |   |                   |             |             |             |             |  | SK Sigma Olomouc | 0          | 3          | 3          |            |                 |   |        |        |
|  |                         |                    |            |            |   |                   |             |             |             |             |  | SK Sigma Olomouc | 0          | 3          | 3          |            |                 |   |        |        |
|  |                         | FK Teplice         | 0          | 0          | 0 |                   |             |             |             |             |  |                  |            |            |            |            |                 |   |        |        |
|  | FK Teplice              | FK Teplice         | 0          | 0          | 0 | 1                 | 4           | 5           |             |             |  |                  |            |            |            |            |                 |   |        |        |
|  | FK Teplice              |                    |            |            |   | 1                 | 4           | 5           |             |             |  |                  |            |            |            |            |                 |   |        |        |
|  | MFK Karviná             | 0                  | 1          | 1          |   |                   |             |             |             |             |  |                  |            |            |            |            |                 |   |        |        |
|  | MFK Karviná             | 0                  | 1          | 1          |   | FK Teplice        | 1           | 2           | 3           |             |  |                  |            |            |            |            |                 |   |        |        |
|  |                         |                    |            |            |   | FK Teplice        | 1           | 2           | 3           |             |  |                  |            |            |            |            |                 |   |        |        |
|  |                         | FC Slovan Liberec  | 1          | 0          | 1 |                   |             |             |             |             |  |                  |            |            |            |            |                 |   |        |        |
|  | SK Převýšov             | FC Slovan Liberec  | 1          | 0          | 1 | 1                 | 1           | 2           |             |             |  |                  |            |            |            |            |                 |   |        |        |
|  | SK Převýšov             |                    |            |            |   | 1                 | 1           | 2           |             |             |  |                  |            |            |            |            |                 |   |        |        |
|  | FC Slovan Liberec       | 4                  | 2          | 6          |   |                   |             |             |             |             |  |                  |            |            |            |            |                 |   |        |        |

### Osmifinále (4. kolo)
Termín 4. kolo byl stanoven na 21.9.2011, odvety pak na 19.10.2011. Ale většina zápasů byla sehrána v náhradních termínech.
Této fáze soutěže se účastnilo 16 klubů, z nichž 12 zároveň nastupovalo v 1. Gambrinus lize. Největším překvapením byla účast divizního klubu SK Převýšov, který ve 3. kole hladce vyřadil SK Slavii Praha. V tomto kole k žádnému velkému překvapení nedošlo. Tím největším bylo možná vyřazení Viktorie Plzeň, která podlehla týmu FK Mladá Boleslav. Toto dvojutkání bylo odloženo až na březen, protože Viktoria nenašla ve svém hracím kalendáři volné místo, jelikož se účastnila Ligy mistrů UEFA 2011/12.

#### Úvodní zápasy
| 1. zápas 21. září 2011  | FK Teplice     | 1 – 0 | MFK Karviná | Na Stínadlech, Teplice |  |
| 16.30 CET               | Petr Lukáš 10' |       |             | Diváci: 1 041          |  |
| Poznámky: Info o zápase |                |       |             |                        |  |

| 1. zápas 21. září 2011  | FK Sezimovo Ústí | 1 – 4 | SK Sigma Olomouc                                         | Sezimovo Ústí |  |
| 16.30 CET               | Charuza 3'       |       | 9', 44' Adam Varadi 47' Jakub Petr 90+' Jan Schulmeister | Diváci: 1 266 |  |
| Poznámky: Info o zápase |                  |       |                                                          |               |  |

| 1. zápas 21. září 2011  | SK Převýšov     | 1 – 4 | FC Slovan Liberec                                              | Převýšov |  |
| 17.00 CET               | Ivo Svoboda 86' |       | 23', 39' Michal Breznaník 41' Michael Rabušic 59' Renato Kelić |          |  |
| Poznámky: Info o zápase |                 |       |                                                                |          |  |

| 1. zápas 28. září 2011  | FK Baumit Jablonec     | 1 – 0 | FK Dukla Praha | Chance Arena, Jablonec nad Nisou |  |
| 15.00 CET               | David Lafata 38' (pen) |       |                | Diváci: 2 065                    |  |
| Poznámky: Info o zápase |                        |       |                |                                  |  |

| 1. zápas 28. září 2011  | 1. FC Slovácko  | 1 – 1 | FC Baník Ostrava | Stadion M. Valenty, Uherské Hradiště |  |
| 17.00 CET               | Libor Došek 17' |       | 58' Lukáš Droppa | Diváci: 563                          |  |
| Poznámky: Info o zápase |                 |       |                  |                                      |  |

| 1. zápas 6. října 2011  | SK České Budějovice | 1 – 0 | FK Viktoria Žižkov | Střelecký ostrov, České Budějovice |  |
| 17.00 CET               | Zdeněk Ondrášek 67' |       |                    | Diváci: 563                        |  |
| Poznámky: Info o zápase |                     |       |                    |                                    |  |

| 1. zápas 19. října 2011 | 1. SC Znojmo | 1 – 4 | AC Sparta Praha                                              | Znojmo        |  |
| 15.30 CET               | Hnaníček 54' |       | 4', 84' Ladislav Krejčí 16' Peter Grajciar 86' Václav Kadlec | Diváci: 4 195 |  |
| Poznámky: Info o zápase |              |       |                                                              |               |  |

| 1. zápas 7. března 2012                                                                              | FC Viktoria Plzeň | 1 – 1 | FK Mladá Boleslav | Doosan Arena, Plzeň |  |
| 17.15 CET                                                                                            | Tomáš Wágner 57'  |       | 48' Jasmin Ščuk   | Diváci: 4 292       |  |
| Poznámky: Zápas byl odložen na jaro kvůli účasti FC Viktoria Plzeň v Lize mistrů UEFA. Info o zápase |                   |       |                   |                     |  |

#### Odvety
| Odveta 18. října 2011                                                             | FC Baník Ostrava | 0 – 0 (1 – 1 celkově) | 1. FC Slovácko | Bazaly, Ostrava |  |
| 17.00 CET                                                                         |                  |                       |                | Diváci: 1 409   |  |
| Poznámky: FC Baník Ostrava postoupil přes Pravidlo venkovních gólů. Info o zápase |                  |                       |                |                 |  |

| Odveta 19. října 2011   | MFK Karviná | 1 – 3 (1 – 4 celkově) | FK Teplice                                              | Karviná       |  |
| 15.30 CET               | Jursa 71'   |                       | 7' Štěpán Vachoušek 15' Petr Lukáš 74' Martin Jindráček | Diváci: 1 636 |  |
| Poznámky: Info o zápase |             |                       |                                                         |               |  |

| Odveta 19. října 2011   | SK Sigma Olomouc  | 1 – 0 (5 – 1 celkově) | FK Sezimovo Ústí | Andrův stadion, Olomouc |  |
| 15.00 CET               | Stefan Jerome 29' |                       |                  | Diváci: 485             |  |
| Poznámky: Info o zápase |                   |                       |                  |                         |  |

| Odveta 19. října 2011                                                               | FK Dukla Praha                                    | 3 – 2 (3 – 3 celkově) | FK Baumit Jablonec               | Na Julisce, Praha |  |
| 15.30 CET                                                                           | Ondřej Šiml 36' Michal Šmíd 63' Jan Svatonský 79' |                       | 7' Petr Zábojník 19' Karel Piták | Diváci: 250       |  |
| Poznámky: FK Baumit Jablonec postoupil přes Pravidlo venkovních gólů. Info o zápase |                                                   |                       |                                  |                   |  |

| Odveta 26. října 2011   | FC Slovan Liberec         | 2 – 1 (6 – 2 celkově) | SK Převýšov  | Stadion U Nisy, Liberec |  |
| 17.30 CET               | Michal Breznaník 50', 72' |                       | 80' Knobloch | Diváci: 1 475           |  |
| Poznámky: Info o zápase |                           |                       |              |                         |  |

| Odveta 26. října 2011   | FK Viktoria Žižkov | 1 – 1 (1 – 2 celkově) | SK České Budějovice | Stadion FK Viktoria Žižkov, Praha |  |
| 17.30 CET               | Jan Bořil 20'      |                       | 75' Zdeněk Ondrášek | Diváci: 653                       |  |
| Poznámky: Info o zápase |                    |                       |                     |                                   |  |

| Odveta 16. listopadu 2011 | AC Sparta Praha                                               | 3 – 0 (7 – 1 celkově) | 1. SC Znojmo | Stadion Sparty na Letné, Praha |  |
| 18.00 CET                 | Miroslav Slepička 36' Jakub Mareš 55' (pen) Václav Kadlec 84' |                       |              |                                |  |
| Poznámky: Info o zápase   |                                                               |                       |              |                                |  |

| Odveta 14. března 2012                                                                               | FK Mladá Boleslav                   | 2 – 0 (3 – 1 celkově) | FC Viktoria Plzeň | Městský stadion, Mladá Boleslav |  |
| 17.15 CET                                                                                            | Ondřej Kúdela 15' Jan Chramosta 76' |                       |                   | Diváci: 1 682                   |  |
| Poznámky: Zápas byl odložen na jaro kvůli účasti FC Viktoria Plzeň v Lize mistrů UEFA. Info o zápase |                                     |                       |                   |                                 |  |

### Čtvrtfinále
Program zápasů 5. kola byl stanoven na 21. března 2012. Odveta pak o týden později na 28. března 2012.
Do čtvrtfinále se probojovaly pouze týmy hrající 1. Gambrinus ligu 2011/12.

#### Úvodní zápasy
Informace k zápasům 
| 1. zápas 21. března 2012 | FK Mladá Boleslav | 1 – 1 | AC Sparta Praha   | Městský stadion, Mladá Boleslav |  |  |
| 16.00 CET                | Tomáš Janíček 17' |       | 21' Tomáš Přikryl | Diváci: 3 786                   |  |  |
|                          |                   |       |                   |                                 |  |  |

| 1. zápas 21. března 2012 | SK České Budějovice | 0 – 0 | FK Baumit Jablonec | Střelecký ostrov, České Budějovice |  |  |
| 16.30 CET                |                     |       |                    | Diváci: 743                        |  |  |
|                          |                     |       |                    |                                    |  |  |

| 1. zápas 21. března 2012 | SK Sigma Olomouc                           | 2 – 1 | FC Baník Ostrava   | Andrův stadion, Olomouc |  |  |
| 17.30 CET                | Václav Tomeček 21' Michal Jirouš 52' (pen) |       | 64' Antonín Fantiš | Diváci: 3 811           |  |  |
|                          |                                            |       |                    |                         |  |  |

| 1. zápas 21. března 2012 | FK Teplice           | 1 – 1 | FC Slovan Liberec | Na Stínadlech, Teplice |  |  |
| 18.00 CET                | Martin Jindráček 73' |       | 75' Josef Šural   | Diváci: 2 013          |  |  |
|                          |                      |       |                   |                        |  |  |

#### Odvety
| Odveta 28. března 2012  | FC Slovan Liberec | 0 – 2 (1 – 3 celkově) | FK Teplice                          | Stadion u Nisy, Liberec |  |
| 15.30 CET               |                   |                       | 14' Petr Lukáš 83' Martin Jindráček |                         |  |
| Poznámky: Info o zápase |                   |                       |                                     |                         |  |

| Odveta 28. března 2012  | FC Baník Ostrava   | 1 – 2 (2 – 4 celkově) | SK Sigma Olomouc                        | Bazaly, Ostrava |  |
| 17.30 CET               | Antonín Fantiš 73' |                       | 3' Zdeněk Klesnil 90' (+1) Michal Ordoš |                 |  |
| Poznámky: Info o zápase |                    |                       |                                         |                 |  |

| Odveta 28. března 2012  | AC Sparta Praha    | 1 – 0 (2 – 1 celkově) | FK Mladá Boleslav | Stadion Sparty na Letné, Praha |  |
| 18.00 CET               | Josef Hušbauer 66' |                       |                   |                                |  |
| Poznámky: Info o zápase |                    |                       |                   |                                |  |

| Odveta 29. března 2012  | FK Baumit Jablonec                                                                       | 5 – 0 (5 – 0 celkově) | SK České Budějovice | Chance Arena, Jablonec nad Nisou |  |
| 16.30 CET               | Petr Pavlík 17' Pavel Eliáš 32' David Lafata 40' (pen) Karel Piták 57' Lukáš Třešňák 75' |                       |                     | Diváci: 1 235                    |  |
| Poznámky: Info o zápase |                                                                                          |                       |                     |                                  |  |

### Semifinále
Úvodní zápasy 11. dubna, odvety 18. dubna 2012.

#### Úvodní zápasy
Informace k zápasům 
| 1. zápas 11. dubna 2012 | SK Sigma Olomouc | 0 – 0 | FK Teplice | Andrův stadion, Olomouc |  |  |
| 16.00 CET               |                  |       |            | Diváci: 2 305           |  |  |
|                         |                  |       |            |                         |  |  |

| 1. zápas 11. dubna 2012 | AC Sparta Praha     | 1 – 0 | FK Baumit Jablonec | Stadion Sparty na Letné, Praha |  |  |
| 20.15 CET               | Ladislav Krejčí 17' |       |                    | Diváci: 2 603                  |  |  |
|                         |                     |       |                    |                                |  |  |

#### Odvety
| Odveta 18. dubna 2012   | FK Baumit Jablonec             | 2 – 3 (2 – 4 celkově) | AC Sparta Praha                          | Chance Arena, Jablonec nad Nisou |  |
| 16.00 CET               | David Lafata 17' Vít Beneš 73' |                       | 82', 87' Josef Hušbauer 16' Jakub Brabec | Diváci: 3 120                    |  |
| Poznámky: Info o zápase |                                |                       |                                          |                                  |  |

| Odveta 19. dubna 2012   | FK Teplice | 0 – 3 (0 – 3 celkově) | SK Sigma Olomouc                           | Na Stínadlech, Teplice |  |
| 16.00 CET               |            |                       | 38', 64' Michal Ordoš 45' (vl.) Matej Siva |                        |  |
| Poznámky: Info o zápase |            |                       |                                            |                        |  |

## Finále
Hráno na neutrální půdě v Plzni.

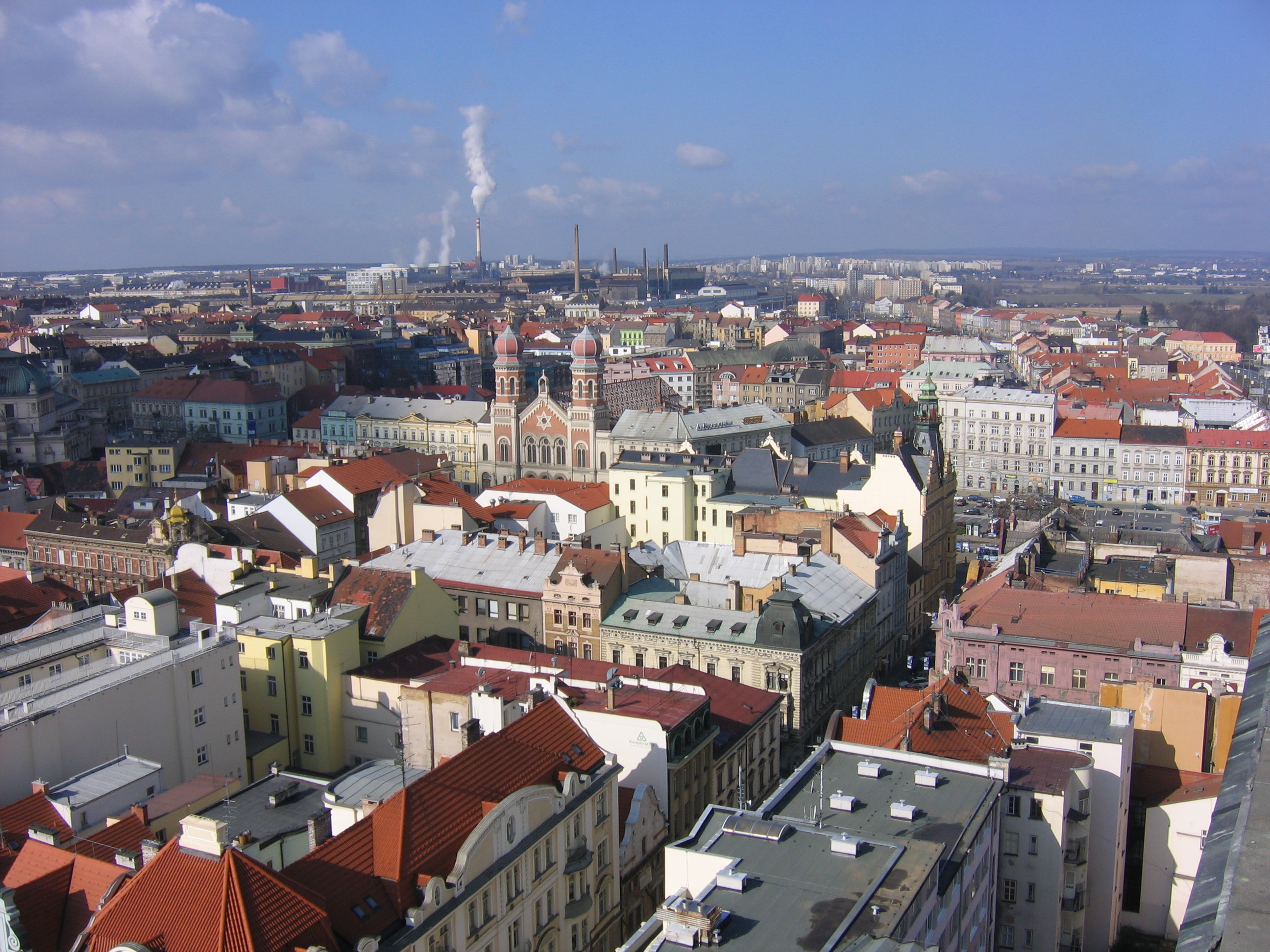
Plzeň hostila finále Poháru České pošty 2011/12.

Do finálového utkání, jehož pořadatelství bylo přiděleno plzeňské Doosan Areně, se probojovaly dva přední české fotbalové kluby. AC Sparta Praha, jako nejúspěšnější klub v historii Poháru České fotbalové asociace (11x zvítězila v období Československa a 5x od jejího rozdělení v roce 1993). SK Sigma Olomouc doposud žádnou velkou národní trofej nezískala, ale v loňském pohárovém ročníku se probojovala až do finále, kde podlehla týmu FK Mladá Boleslav. Pro srovnání: v žebříčku 1. české fotbalové ligy v počtu získaných bodů, patřila Spartě 1. pozice a Sigmě pozice čtvrtá. Oba kluby patří mezi pět, které nikdy z této soutěže nesestoupily.
Cesta do finále byla pro oba týmy podobná v tom, že ani jeden nepoznal během osmi zápasů chuť porážky. Sigma remizovala pouze jedinkrát a nejtěsnější výsledek poznala už ve 2. kole proti regionálnímu soupeři. Přesto byla před utkáním v roli outsidera. Do cesty se jí totiž postavila AC Sparta Praha, která v posledních týdnech ztratila vedoucí pozici v lize a reálná šance na zisk titulu se rapidně snížila. Finále Domácího poháru mělo fungovat jako nálepka na nezcela vydařenou sezonu.
Od počátku utkání však byla znát mnohem větší chuť do hry od svěřenců Petra Uličného (SK Sigma Olomouc), který dlouho předem avizoval, že tato sezona bude poslední v jeho dlouhé trenérské kariéře. Sigma si šla pro historický úspěch a ve 47. minutě ji velmi přiblížil k zisku poháru, křižnou střelou zleva, která se o tyč odrazila za záda Tomáše Vaclíka, záložník Michal Vepřek. Sparta do konce zápasu nedokázala zareagovat, a tak loučící se olomoucký kapitán Radim Kučera mohl zvednout nad hlavu pohár pro vítěze Poháru České pošty. Pro Sigmu to byla historicky první velká domácí trofej a zároveň vstupenka do Evropské ligy UEFA 2012/13, kam se vítěz poháru kvalifikuje (UEFA však ještě bude řešit, zda klub do soutěže vpustí, protože není dořešena kauza podplácení Olomouc-Bohemians). Jisté je, že díky vítězství bude bojovat o Český Superpohár.

### Statistiky utkání
| FINÁLE 2. května 2012 | AC Sparta Praha | 0 – 1 | SK Sigma Olomouc  | Doosan Arena, Plzeň                  |  |  |
| 19.15 CET             |                 |       | 47' Michal Vepřek | Diváci: 7 231 Rozhodčí: Michal Paták |  |  |
|                       |                 |       |                   |                                      |  |  |

| Sparta | Olomouc |

| 31     | B      | Tomáš Vaclík     |     |
| 6      | O      | Tomáš Přikryl    |     |
| 5      | O      | Jakub Brabec     | 59' |
| 21     | O      | Erich Brabec     |     |
| 3      | O      | Manuel Pamić     |     |
| 7      | Z      | Libor Sionko     | 73' |
| 8      | Z      | Marek Matějovský |     |
| 39     | Z      | Jiří Jarošík     |     |
| 22     | Z      | Josef Hušbauer   | 88' |
| 23     | Z      | Ladislav Krejčí  |     |
| 9      | Ú      | Léonard Kweuke   |     |
| Trenér | Trenér | Martin Hašek     |     |

| 27     | B      | Zdeněk Zlámal    |         |
| 23     | O      | Tomáš Janotka    |         |
| 3      | O      | Pavel Dreksa     |         |
| 12     | O      | Aleš Škerle      |         |
| 21     | Z      | Michal Vepřek    |         |
| 13     | Z      | Radim Kučera     |         |
| 26     | Z      | Martin Pospíšil  |         |
| 11     | Z      | Jan Schulmeister | 90(+2)' |
| 7      | Ú      | Michal Ordoš     |         |
| 25     | Ú      | Jan Navrátil     | 86'     |
| 16     | Ú      | Zdeněk Klesnil   | 69'     |
| Trenér | Trenér | Petr Uličný      |         |

| 5  | Z | Mario Holek    | 59' |
| 15 | Ú | Andrej Kerić   | 73' |
| 37 | Z | Peter Grajciar | 88' |

| 14 | Ú | Adam Varadi     | 69'     |
| 6  | Z | Radim Nepožitek | 86'     |
| 28 | O | Martin Hála     | 90(+2)' |

|  | 47' | Michal Vepřek | 0-1 |

|  | 78' | Leonard Kweuke |
|  | 86' | Josef Hušbauer |

| Hlavní rozhodčí: | Michal Paták   |
| Asistenti:       | Martin Wilczek |
| Asistenti:       | Ondřej Pelikán |
| Reportáž         |                |

| 31     | B      | Tomáš Vaclík     |     |
| 6      | O      | Tomáš Přikryl    |     |
| 5      | O      | Jakub Brabec     | 59' |
| 21     | O      | Erich Brabec     |     |
| 3      | O      | Manuel Pamić     |     |
| 7      | Z      | Libor Sionko     | 73' |
| 8      | Z      | Marek Matějovský |     |
| 39     | Z      | Jiří Jarošík     |     |
| 22     | Z      | Josef Hušbauer   | 88' |
| 23     | Z      | Ladislav Krejčí  |     |
| 9      | Ú      | Léonard Kweuke   |     |
| Trenér | Trenér | Martin Hašek     |     |

| 27     | B      | Zdeněk Zlámal    |         |
| 23     | O      | Tomáš Janotka    |         |
| 3      | O      | Pavel Dreksa     |         |
| 12     | O      | Aleš Škerle      |         |
| 21     | Z      | Michal Vepřek    |         |
| 13     | Z      | Radim Kučera     |         |
| 26     | Z      | Martin Pospíšil  |         |
| 11     | Z      | Jan Schulmeister | 90(+2)' |
| 7      | Ú      | Michal Ordoš     |         |
| 25     | Ú      | Jan Navrátil     | 86'     |
| 16     | Ú      | Zdeněk Klesnil   | 69'     |
| Trenér | Trenér | Petr Uličný      |         |

| 5  | Z | Mario Holek    | 59' |
| 15 | Ú | Andrej Kerić   | 73' |
| 37 | Z | Peter Grajciar | 88' |

| 14 | Ú | Adam Varadi     | 69'     |
| 6  | Z | Radim Nepožitek | 86'     |
| 28 | O | Martin Hála     | 90(+2)' |

|  | 47' | Michal Vepřek | 0-1 |

|  | 78' | Leonard Kweuke |
|  | 86' | Josef Hušbauer |

| Hlavní rozhodčí: | Michal Paták   |
| Asistenti:       | Martin Wilczek |
| Asistenti:       | Ondřej Pelikán |
| Reportáž         |                |

## Vítěz
| Pohár České pošty 2011/12 SK Sigma Olomouc (1. vítězství) |